# Carl XII:s kurir
Carl XII:s kurir är en svensk dramafilm från 1924 i regi av Rudolf Anthoni. 

## Handling
Generaladjutanten Axel Roos har på Karl XII:s uppdrag att föra en sträng depesch från Bender till Rådet i Stockholm. Resan går tvärs genom det fientliga Europa, där polacker och ryssar har lika stort intresse av att ta honom tillfånga.

## Om filmen
Filmen premiärvisades 7 april 1924. Filmen spelades in i Filmstaden Råsunda med exteriörer filmade på Riddarhuspalatset, Häringe gods och Stafsunds gods av Adrian Bjurman. När filmen var klar tvingades Svensk Filmindustri att stämma Rudolf Anthoni och Lars Björck då kostnaderna för inspelningen på 59 105 kronor ej betalats.
Som förlaga har man författaren Esaias Tegnérs dikt Axel som utgavs 1821.

## Rollista i urval
- Gösta Ekman - Axel Roos
- Tottan Skantze - Maria Sobieska
- Hilda Castegren - Aurora Sobieska, hennes fostermor
- Victor Lundberg - Alexis Potocki
- Nils Asther - Stanislaus, hans nevö
- Renée Björling - Anna Björnhufvud
- Julia Ewert - Värdshusflicka
- Annie Bartels - Kammarjungfru
- Nils Lundell - Friskareanförare
- Anton de Verdier - Carl XII
- Aina Bergström
- Svea Dahlqvist
- John Melin
- Linde Klinckowström - polsk adelsdam
- Som statister medverkar underofficerare vid Livgardet till häst